# Autoridade Bancária Europeia
A Autoridade Bancária Europeia (ABE, ou EBA de European Banking Authority) é uma agência reguladora da União Europeia, com sede em Paris, França. Estabelecida formalmente em 24 de novembro de 2010 pela regulação No. 1093/2010, a autoridade assumiu desde 1 de janeiro de 2011 as tarefas e responsabilidades do antigo Comité de Supervisores Bancários Europeus (CEBS).
No âmbito do sistema financeiro da União Europeia a tarefa principal da autoridade é a regulação bancária e financeira, sendo autorizado para (entre outros):
- supervisionar as instituições financeiras dos Estados-membros da União Europeia
- proteger a estabilidade do sistema financeiro, a transparência dos mercados e produtos financeiros e a proteção dos depositantes e investidores.
- evitar a arbitragem regulamentar e garantir condições equitativas
- proibir ou restringir temporariamente determinadas atividades financeiras que ameacem o funcionamento, a integridade e/ou a estabilidade dos mercados financeiros

Uma das medidas da Autoridade Bancária Europeia é a prova (ou teste) de resistência (stress test), submetendo bancos europeus a cenários económicos, avaliando assim a resistência financeira destas instituições.